# Shanahan Sanitoa
Shanahan Sanitoa (* 26. Juli 1989 in Orange, Kalifornien) ist ein Leichtathlet, der international für Amerikanisch-Samoa startet.

## Karriere
Bei den Leichtathletik-Ozeanienmeisterschaften 2006 in Samoa war Sanitoa Teil der 4-mal-100-Meter-Staffel seines Landes, die sich jedoch nicht für das Finale qualifizieren konnte.
Bei den Olympischen Sommerspielen 2008 in Peking startete er im 100-Meter-Lauf, konnte sich in seinem Vorlauf jedoch nicht für die nächste Runde qualifizieren. Seine Zeit von 12,60 Sekunden war die Schlechteste aller Teilnehmer.
Sanitoa hat sechs Geschwister, sein Bruder Sonny spielt American Football an der University of Nevada, Las Vegas.
2014 schloss er sein Studium an der Sam Houston State University in Texas mit einem Bachelor of Arts in Strafrechtspflege ab.
Bei den Olympischen Sommerspielen 2021 in Tokio fungierte Saniota als Trainer des für Amerikanisch-Samoa startenden sprinters Nathan Crumpton.